# Kościół św. Jana Pawła II w Biłgoraju
Kościół pw. św. Jana Pawła II – świątynia rzymskokatolicka w Biłgoraju.
Obiekt ten jest kościołem parafialnym dla parafii św. Jana Pawła II w diecezji zamojsko-lubaczowskiej.

## Położenie
Kościół św. Jana Pawła II znajduje się we wschodniej części Biłgoraja, w granicach administracyjnych osiedla Ogrody. Obiekt jest zlokalizowany na placu, do którego przylegają ulice Józefa Poniatowskiego i Jana Kochanowskiego.
Na placu, oprócz świątyni, znajduje się połączony z kościołem budynek parafialny. Umieszczone są w nim m.in. plebania, przedszkole katolickie, dom zakonny Zgromadzenia Małych Sióstr Niepokalanego Serca Maryi.

## Historia
Kościół pw. św. Jana Pawła II to najmłodszy z kościołów rzymskokatolickich na terenie miasta. Idea jego budowy pojawiła się po śmierci papieża Jana Pawła II. Działania formalne oraz pierwsze etapy prac budowlanych ruszyły jesienią 2005. Autorem projektu świątyni był rzeszowski architekt inż. Roman Orlecki. 
Do 2007 wykonano uzbrojenie terenu i wylano posadzki; wówczas zaczęto też wznosić mury świątyni. W 2008 wylano stropy i postawiono wieżę. Od 2009 trwały prace wykończeniowe. Ogół prac koordynował ówczesny dziekan parafii Trójcy Świętej i Wniebowzięcia NMP w Biłgoraju, ks. kanonik dr Józef Flis.
W Boże Narodzenie 2009 w kościele odbyła się pierwsza msza święta. 
Konsekracji dokonał 8 czerwca 2013 biskup zamojsko-lubaczowski, ks. dr Marian Rojek.

## Architektura
Kościół jest murowany, z zewnątrz licowany cegłą. Świątynia ma układ bazylikowy z trzema nawami i posiada jedną wieżę. 
Wewnątrz, w nawie głównej, znajduje się jeden ołtarz. Sufit kościoła wyłożony jest kasetonami. Świątynia posiada sprowadzone piszczałkowe, 36-głosowe organy, skonstruowane w 1975, początkowo przeznaczone dla kościoła pw. św. Marcina w Monachium.